# 松花江路
松花江路是中華人民共和國上海市杨浦区一條東西走向道路，西起黃興路，东至军工路，道路全长3529米，宽為16至20米，路名來自於松花江。道路於1952年、1956年、1986年分三期建成。1986年，松花江路一度開闢西段，起訖點分別為密云路和邯郸路，後西段撤銷。